# ققرتاق
ققرتاق (به گرینلندی: Qeqertaq) (به دانمارکی: Øen) سگونتگاهی است در غرب گرینلند.
این شهرک در استان قاسویتسوپ گرینلند و در جزیره‌ای در روبروی ساحل شبه جزیره نوسوآق و در ورودی تنگه سولورسوآق واقع شده‌است.
جمعیت ققرتاق در سال ۲۰۰۹ تنها ۱۳۲ نفر بود. در طول زمستان، ایر گرینلند پروازهایی را به این روستا انجام می‌دهد. این پروازها میان بالگردگاه موجود در ققرتاق و فرودگاه ایلولیسات انجام می‌شود.
در تابستان‌ها و در پاییز با آب شدن یخ‌ها و قابل کشتیرانی شدن خلیج دیسکو ارتباط این روستا با دنیای خارج تنها از راه دریا صورت می‌گیرد. یک خط کشتیرانی به نام خط دیسکو ققرتاق را به ساقاق، اوقاتسوت و ایلولیسات مرتبط می‌سازد.